# ㅚ
ㅚは、ハングルを構成する母音字母のひとつ。呼称はウェ（외）。字母ㅗとㅣを組み合わせて作った合成字母である。もともと単母音であったが、現在では二重母音で発音されることが多い。

## 音声
音素は/ø/で表される。もともとは[e]のように舌を前よりに置いて上あごをすこし下げた状態から唇を丸めて発音する円唇前舌半狭母音 [ø]であった。しかし、最近ではソウルの若年層を中心に/ㅞ/と同じく両唇軟口蓋接近音による[we]で発音されることが多い（さらに[e]と[ɛ]の区別の喪失により/ㅙ/も同音となる）。これにより韓国における朝鮮語の単母音は8つとされることが多くなってきている。
「高等学校文法」（1991年改正）、「標準語規定」（1999年）などにおいてはまだ単母音に分類されている。
外来語の音訳では、ドイツ語などの[œ]に使われる。
『訓民正音』当時は二重母音[oi]で発音されたが、19世紀末以降に単母音/ø/の発音を経て二重母音[we]に変化した。
陽母音であるㅗに中性のㅣが組み合わされた字母なので、二重母音のハングルの成り立ち上は陽母音である。ただし現代朝鮮語における用言の活用では陰母音として扱われる。

## ラテン文字転写
文化観光部2000年式、マッキューン＝ライシャワー式ともにoeと表記される。

## 文字コード
| 名称                | 種類   | コード | HTML実体参照コード | 表示 |
| HANGUL LETTER OE    | 単体   | U+315A | &#12634;           | ㅚ   |
| HANGUL JUNGSEONG OE | 中声用 | U+116C | &#4460;            | ᅬ     |